# Тіхмєнєв Олександр Іванович

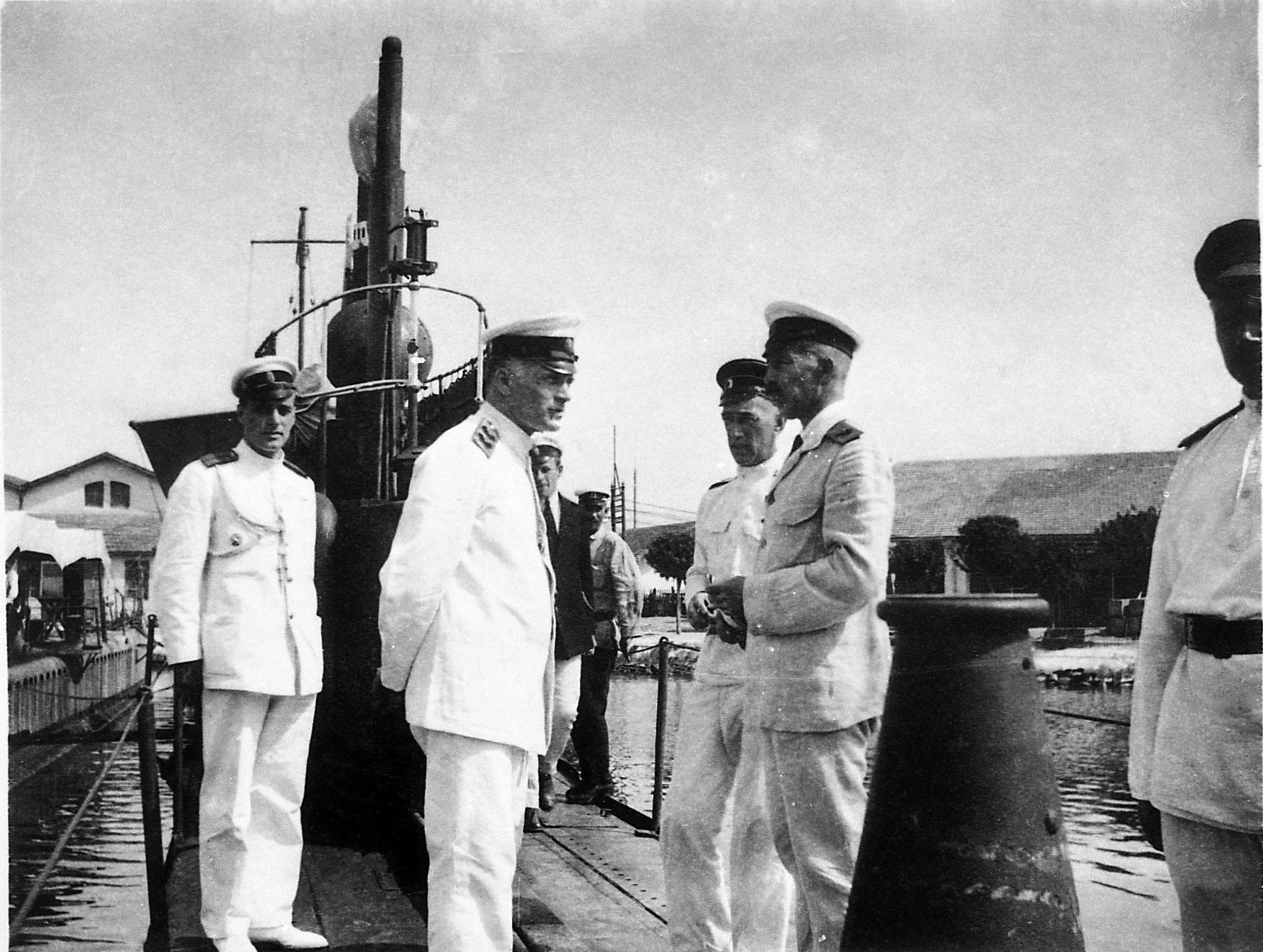
Контр-адмірал О. І. Тіхмєнєв (праворуч) на підводнім човні «Тюлень» в Бізерту, ліпень 1921 року

Олександр Іванович Тіхмєнєв (рос. Тихменев) (1878 — 25 квітня 1959, Бізерта) — військовий діяч часів УНР та Української Держави, командир лінкору ВМС УНР та ВМС УД «Воля», згодом — білогвардійський контр-адмірал.
У червні 1918 року вивів ескадру кораблів Чорноморського флоту з Новоросійська та під українськими прапорами привів їх до Севастополя.

## Біографічні відомості
Народився 1878 року.
1901 року закінчив Морський корпус та отримав звання мічман. Служив на Чорноморському флоті.
В 1901—1902 роках — керівником вахти на транспорті «Буг».
З 30 квітня 1903 року призначений вахтеним керівником на крейсері «Пам'ять Меркурія».
В 1904 році закінчив Мінні офіцерський класи та 1905 року призначений мінним офіцером на панцернику «Три Святителі».
В 1906—1907 роках служив мінним офіцером на панцернику «Дванадцять Апостолів», та канонірському човні «Терец».
1908 року був призначений командиром міноносця № 272 та викладачам у мінній школі Чорноморського флоту.
1911 року — старший лейтенант, офіцер крейсера «Пам'ять Меркурія».
6 грудня 1913 року «за відмінну службу» був підвищений до капітана 2 рангу.
Брав участь у бойових діях під час Першої Світової війни. В 1914—1915 рр., командував ескадреним міноносцем «Жуткий», в 1915—1917 рр.— ескадреним міноносцем «Неспокійний».
1917 року — капітан 1 рангу, командир лінійного корабля «Воля». На цьому кораблі діяла одна з найактивніших українських корабельних рад на Чорноморському флоті. 22 листопада 1917 року на лінкорі було піднято український прапор.
Коли наприкінці квітня 1918 року керівництво Радянської Росії зажадало від командувача ЧФ вивести всі кораблі до Новоросійська. Екіпаж «Волі» вимагав від командування не покидати Криму. Проте 30 квітня, через провокацію більшовиків, частина флоту виходить до Новоросійська. Не маючи змоги об'єктивно оцінити ситуацію, останніми, під дулами гармат німецьких батарей, з порту вийшли лінкори «Воля» і «Свободная Россия».
1 травня кораблі прибули до Новоросійська. Півтора місяця на командування кораблями та моряків чинився тиск та проводилась більшовицька агітація. 9 та 13 червня Михайлу Сабліну, з Москви за підписом В.Ульянова (Леніна), надійшли таємні директиви про знищення кораблів Чорноморської флоти, щоб вони не повернулися до Севастополю. Відмовившись виконувати ці накази Саблін відбув до Москви, де був заарештований.
Перед від'їздом, командування втікачами Саблін передав капітану 1 рангу Олександру Тіхмєнєву. 15 червня 1918 року Тіхмєнєв отримав шифровану телеграму № 49, за підписом Леніна та Свердлова, з категоричною вимогою знищити кораблі Чорноморського флоту у Новоросійську. Проте й він відмовився виконувати ці домагання.
За підтримки Тіхмєнєва, проводяться загальні збори делегатів від всіх військових кораблів у Новоросійську. Лише чверть чорноморців висловилася за підкорення більшовикам.
Більшість моряків висловилась за повернення до Севастополя . Але чекісти шантажем і погрозами змусили частину кораблів залишитися.
17 червня 1918 року, під командуванням О. Тіхмєнєва, вийшла ескадра кораблів у складі: лінкору «Воля», есмінців «Беспокойный», «Дерзкий», «Пылкий», «Поспешный», «Громкий», міноносців «Жаркий», «Живой», гідрокрейсера «Імператор Траян» та посильного судна «Креста». Проте збільшовизована частина залоги есмінця «Громкий», захопила корабель та затопила його.
18 червня ескадра, під українськими прапорами, повернулисась до Севастополя . З цих кораблів була створена українсько-кримську флотилію під командуванням контр-адмірала Сергія Бурлея.
На початку 1919 року, після окупації півдня України військами Антанти, та передачі частини кораблів колишніх ВМС Української Держави представникам Добровольчої Армії, Тіхмєнєва було зараховано у резерв Морського управління штабу генерала Денікіна.
1920 року знаходився у розпорядженні керівника Морського управління в уряді генерала Врангеля.
17 жовтня 1920 року призначений керівником штабу Морського управління ВСЮР. Разом з адміралом Кедровим готував та координував евакуацію Російська Ескадра «Російської Ескадри» з Криму. Контр-адмірал.
У грудні 1920 року призначений начальником штабу «Російської ескадри». 29 жовтня 1924 року — після визнання Францією СРСР та розформування ескадри, залишився жити у Тунісі.
Помер 25 квітня 1959 року у Бізерту. Похований на європейській частині цвинтаря міста Туніс.